# 白鲜属
白鲜属（学名：Dictamnus）是芸香科下的一个属，为多年生草本植物。该属共有6种，分布于欧洲和亚洲北部。

## 物种
本属包括以下物种：
- 白鲜 Dictamnus dasycarpus
- 新疆白鲜 Dictamnus angustifolius